# Cartoville
Cartoville est une collection de guides de voyage éditée par Gallimard.
Cette collection est spécialisée dans l'exploration et la découverte des principales villes du monde.
On trouve à chaque page du guide une carte dépliante d'un quartier indiquant les meilleures adresses pour profiter au mieux de la ville. La plupart des guides sont réédités sur une base annuelle.[réf. souhaitée]
La collection est coéditée en 15 langues dans le monde. En 2017, l'éditeur sort une nouvelle formule pour les Cartoville comprenant un repérage des adresses plus pratique, une rubrique tendances pour « saisir la ville en mouvement » et une autre, baptisée « échappées », indiquant « les plus belles balades et les meilleures adresses à une heure de la ville ».
Une collection similaire du même éditeur nommée Carto est spécialisée dans la découverte de régions comme la Corse ou la Crète.

## Collection

### Villes étranger
Ci-après la liste des villes couvertes par la collection Cartoville:
- Amsterdam,  (ISBN 978-2-7424-1966-1)
- Athènes,  (ISBN 2-7424-1832-6)
- Bangkok
- Barcelone,  (ISBN 2-7424-1925-X)
- Berlin,  (ISBN 978-2-7424-1967-8)
- Bilbao et environs
- Bucarest
- Bruges
- Bruxelles
- Budapest,  (ISBN 978-2-7424-1969-2)
- Buenos Aires
- Chicago
- Cologne
- Copenhague,  (ISBN 978-2-7424-1833-6)
- Cracovie
- Dubai
- Dublin,  (ISBN 2-7424-1834-2)
- Dubrovnik
- Édimbourg
- Florence
- Gênes
- Genève
- Glasgow
- Grenade
- Hambourg
- Helsinki
- Hong Kong
- Istanbul
- Jérusalem
- Kyoto
- La Havane
- Lausanne,  (ISBN 2-7424-1815-6)
- Le Caire
- Le Cap
- Lisbonne
- Ljubljana
- Londres,  (ISBN 2-7424-1926-8)
- Luxembourg
- Madrid
- Marrakech
- Miami
- Milan,  (ISBN 978-2-7424-1974-6)
- Montréal
- Moscou
- Munich,  (ISBN 2-7424-1459-2)
- Naples
- Nouvelle-Orléans
- Oslo
- Palerme
- Pékin
- Porto
- Prague,  (ISBN 978-2-7424-1976-0)
- Reykjavik
- Riga
- Rio de Janeiro
- Rome,  (ISBN 2-7424-1929-2)
- Saint-Pétersbourg
- São Paulo
- Séville
- Séoul
- Shanghai
- Singapour
- Stockholm
- Sydney
- Tallinn
- Tel-aviv
- Tokyo
- Turin
- Valence
- Vancouver
- Varsovie
- Venise
- Vienne,  (ISBN 2-7424-1837-7)
- Vilnius
- Zagreb

### Villes des États-Unis
- Boston
- Las Vegas
- Los Angeles
- New York,  (ISBN 2-7424-1927-6)
- San Francisco
- Washington

### Villes français
- Amiens
- Béziers
- Besançon et alentours
- Bordeaux
- Cergy-Pontoise
- Hyères
- Le Havre
- Lille
- Lyon,  (ISBN 2-7424-1828-8)
- Marseille
- Montpellier
- Nantes (2011)
- Narbonne
- Nice
- Paris,  (ISBN 2-7424-1928-4)
- Rennes
- Strasbourg
- Toulouse
- Tours

#### Quartiers célèbre français
- La Défense

### Îles
Ci-après la liste des îles couvertes par la collection Carto:
- Canaries
- Corse
- Crète
- Cyclades
- Guadeloupe
- Ibiza
- Madère
- Majorque
- Malte
- Martinique
- Sicile

#### Autres
- Lacs italiens
- Baie de Naples & côté amalfitaine
- Val d'aoste
- Golfe de Saint-Tropez et pays des maures
- Pays de Montbéliard
- Grand Paris
- Québec